# Thamnium madagassum
Thamnium madagassum là một loài Rêu trong họ Neckeraceae. Loài này được (Kiaer ex Besch.) Kindb. miêu tả khoa học đầu tiên năm 1902.